# コスチャンティーン・プリソーウシクィイ

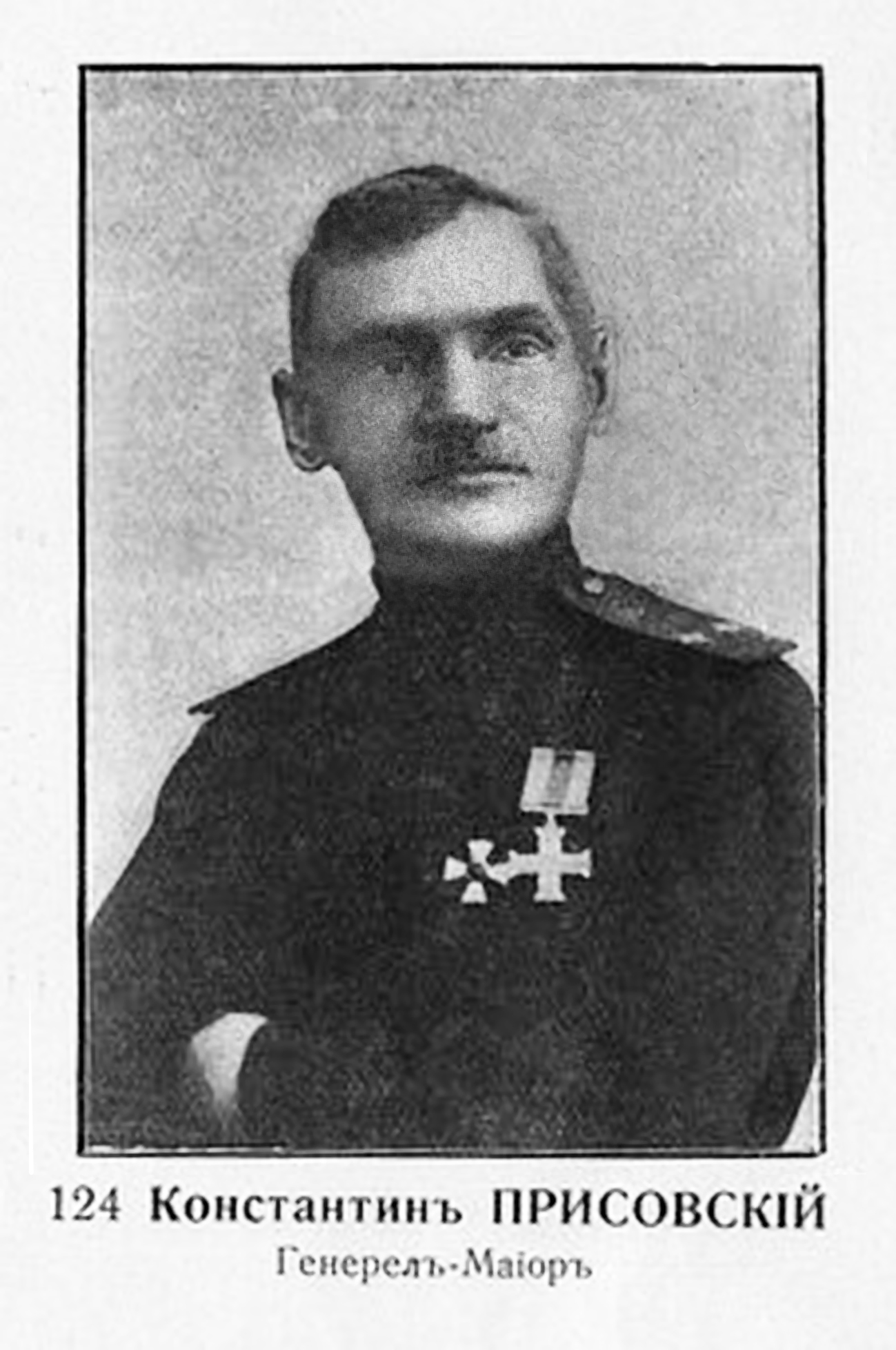
コスチャンティーン・アダーモヴィチ・プリソーウシクィイ

コスチャンティーン・アダーモヴィチ・プリソーウシクィイ(ウクライナ語:Костянтин Адамович Прісовськийコスチャントィーン・アダーモヴィチュ・プリソーウスィクィイ、1878年 - 1966年3月15日)は、ロシア帝国、ウクライナ、南ロシア軍の軍人である。プルィソーウシクィイ(Присовський)とも呼ばれる。ロシア語では、コンスタンチーン・アダーモヴィチ・プリソーフスキイ(Константин Адамович Присовскийカンスタンチーン・アダーモヴィチュ・プリソーフスキイ)となる

## 概要
プリソーウシクィイは、1901年にチュフーイウ軍事学校を卒業した。第一次世界大戦にロシア帝国が参戦すると、クリミア方面の第278クリミア歩兵連隊に加わった。戦闘中の活躍により、1915年6月14日にはゲオルギー武器、同年9月24日には聖ゲオルギー4等勲章を受賞した。
1916年から1917年にかけては、大佐として第278クリミア歩兵連隊を指揮した。1917年6月28日付けで陸軍少将に昇進し、第10トルケスタン銃兵師団長となった。
十月革命ののちキエフに滞在したプリソーウシクィイは、1918年1月にボリシェヴィキの赤軍部隊がキエフに侵攻すると町の防衛部隊を組織した。1918年2月9日には、ウクライナ人民共和国軍において陸軍中将に相当するヘネラーリヌィイ・ホルーンジイに就任し、ウクライナ人民共和国最初の正規部隊のひとつである独立ザポリージャ隊（Окремий Запорізький загон）を指揮した。3月には、プリソーウシクィイの部隊はシモン・ペトリューラの指揮するスロボダ・ウクライナ・ハイダマーカ・キーシュ（Гайдамацький Кіш Слобідської України）やイェウヘーン・コノヴァーレツィの指揮するシーチ銃兵連隊（Курінь Січових Стрільців）と合同し、キエフをボリシェヴィキの手から解放した。この月、プリソーウシクィイはキエフ方面軍の司令官に任命された。
パウロー・スコロパードシクィイ政権のウクライナ国時代にはヘーチマン政府の司令官を務め、5月から12月12日までコサック部隊の指揮を執った。しかし、11月に反ヘーチマン蜂起が発生するとすぐに部隊は叛乱軍側に寝返ってしまった。
スコロパードシクィイ政権が倒されると、プリソーウシクィイは白軍に身を投じ、キエフからクリミアへ移った。1919年4月から1920年10月の間は、ロストフ州のコンスタンチーノフスク軍事学校で校長を務めた。11月には国外亡命し、ブルガリア、ユーゴスラヴィア、フランスを転々とした。1966年、プロヴァンス地方のムージャン村で死去した。